# Saint-Martin-Lacaussade
Saint-Martin-Lacaussade ist eine französische Gemeinde mit 1.166 Einwohnern (Stand: 1. Januar 2022) im Département Gironde in der Region Nouvelle-Aquitaine (vor 2016: Aquitanien). Sie gehört zum Arrondissement Blaye und zum Kanton L’Estuaire. Die Einwohner werden Saint-Martinois genannt.

## Geographie
Saint-Martin-Lacaussade liegt nzwei Kilometer östlich des Ästuars der Gironde, etwa 35 Kilometer nordnordwestlich von Bordeaux. Umgeben wird Saint-Martin-Lacaussade von den Nachbargemeinden Saint-Genès-de-Blaye im Nordwesten und Norden, Saint-Seurin-de-Cursac im Norden und Nordosten, Saint-Paul im Nordosten und Osten, Cars im Osten und Süden sowie Blaye im Westen.

## Bevölkerungsentwicklung
| Jahr                       | 1962 | 1968 | 1975 | 1982 | 1990 | 1999 | 2006 | 2013 | 2020 |
| Einwohner                  | 568  | 588  | 595  | 791  | 798  | 856  | 986  | 1103 | 1160 |
| Quellen: Cassini und INSEE |      |      |      |      |      |      |      |      |      |

## Sehenswürdigkeiten
- Kirche Saint-Martin (Monument historique)

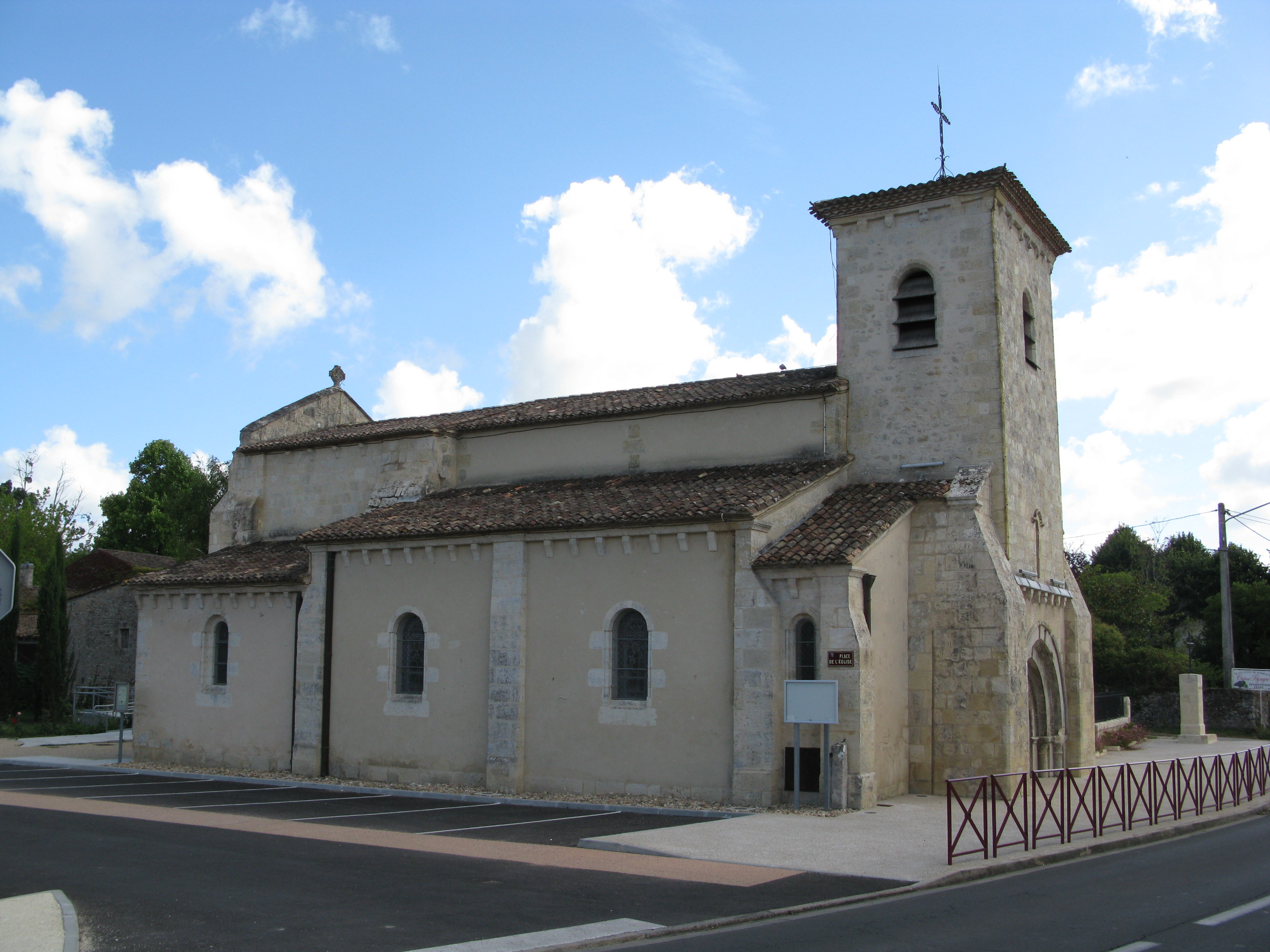
Kirche Saint-Martin
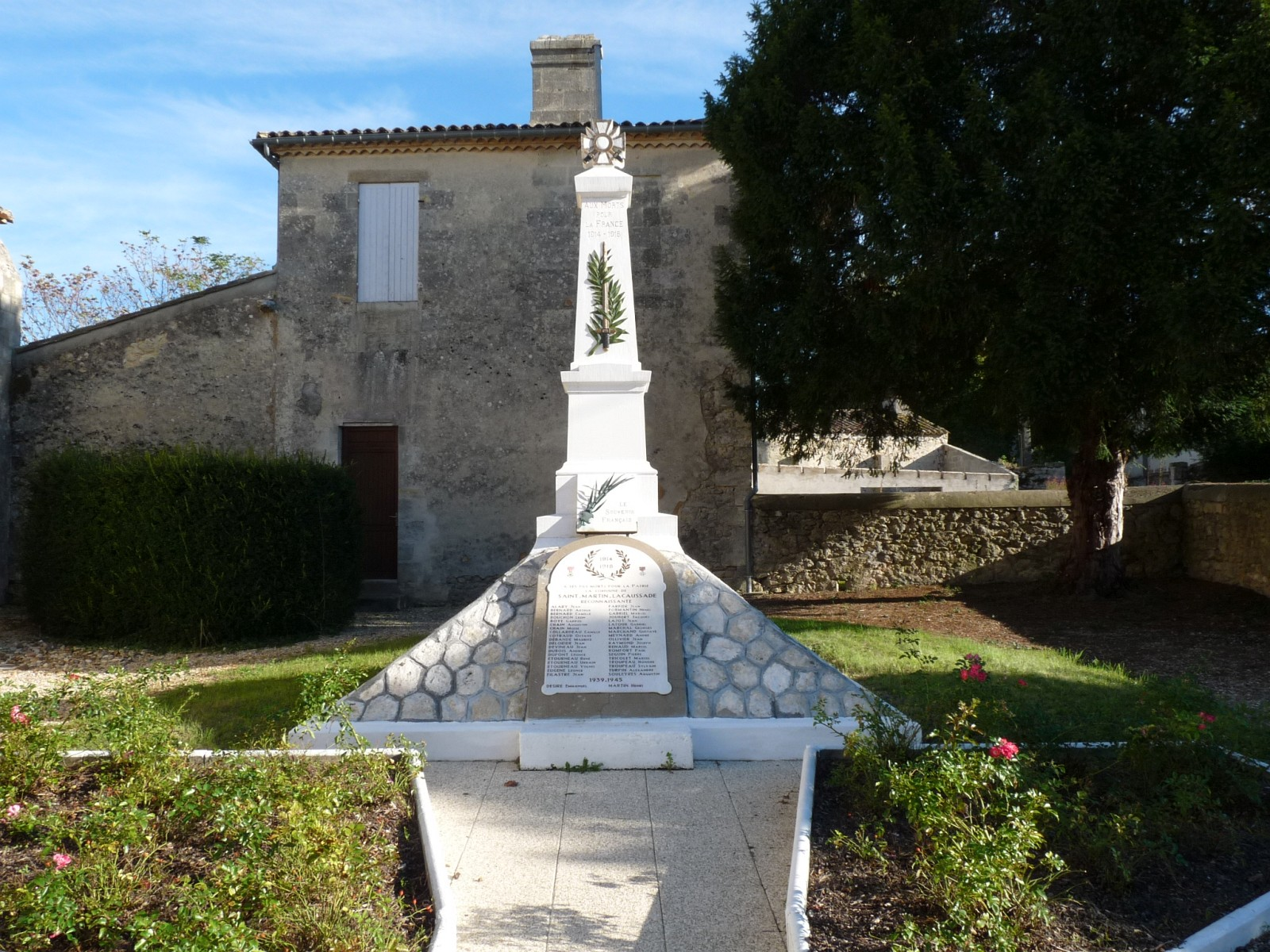
Gefallenendenkmal
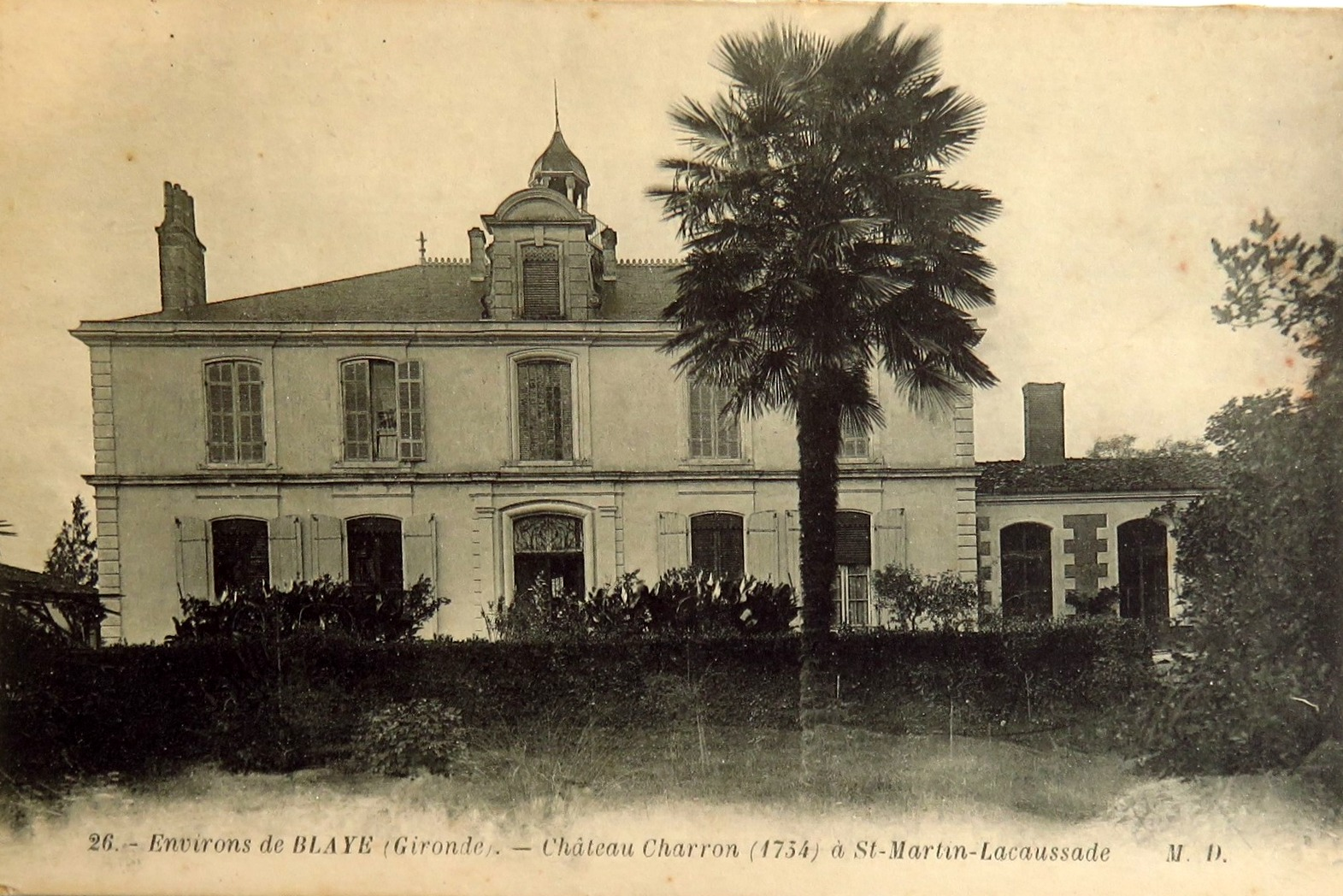
Schloss Charron Anfang des 20. Jahrhunderts